# Żółtaczka (medycyna)
Żółtaczka (łac. icterus) – objaw polegający na zażółceniu skóry, błon śluzowych i białkówki oczu wskutek nagromadzenia się bilirubiny w surowicy krwi i tkankach organizmu. Prawidłowy poziom bilirubiny (całkowitej) w surowicy krwi człowieka wynosi 0,3–1,0 mg/dl lub 5,1–17,0 μmol/l.

## Etiologia i podział
- żółtaczka hemolityczna – spowodowana przyczynami przedwątrobowymi, jako skutek zwiększonej produkcji bilirubiny przez wątrobę wynikającej z masywnego rozpadu krwinek czerwonych lub wchłaniania się rozległego krwiaka śródtkankowego
- żółtaczka miąższowa – spowodowana przyczynami wewnątrzwątrobowymi jako wynik upośledzenia wnikania bilirubiny do wątroby i sprzęgania jej z glukuronianem lub jej wydzielania do żółci (uszkodzenie toksyczne wątroby, wirusowe zapalenie wątroby, marskość wątroby)

W obrębie żółtaczek miąższowych możemy wyróżnić choroby spowodowane wrodzonymi defektami enzymatycznymi przemiany bilirubiny (np. zespół Criglera-Najjara, zespół Gilberta, zespół Dubina-Johnsona)
- żółtaczka mechaniczna zwana inaczej zaporową, zastoinową – spowodowana przyczynami pozawątrobowymi jako wynik zwężenia lub zamknięcia dróg żółciowych (kamica, nowotwory), co uniemożliwia prawidłowy spływ żółci do dwunastnicy.

Do głównych składowych objawu należą: żółte zabarwienie twardówki oka, skóry (widoczne u ludzi rasy białej), błon śluzowych, ciemne zabarwienie moczu, w niektórych przypadkach świąd skóry oraz odbarwienie stolca.
Żółtaczki dzieli się również ze względu na stopień nasilenia:
- subicterus – bilirubina < 43 μmol/l
- icterus – bilirubina < 171 μmol/l (10 mg%)
- żółtaczka o dużym nasileniu – bilirubina > 171 μmol/l

## Przemiana bilirubiny
Bilirubina występuje w dwóch formach: wolnej oraz w postaci sprzężonej z kwasem glukuronowym. Sprzęganie bilirubiny zachodzi w hepatocytach. 
Bilirubina wolna (zwana inaczej pośrednią) we krwi łączy się z albuminami. W tej postaci nie może ona przeniknąć przez błonę podstawną kłębuszków nerkowych i przedostać się do moczu, jest nierozpuszczalna w wodzie. Może za to przenikać przez barierę krew-mózg i w dużych stężeniach działać neurotoksycznie.
Bilirubina połączona z kwasem glukuronowym jako glukuronid bilirubiny (tzw. bilirubina bezpośrednia, sprzężona, związana) nie łączy się z białkami krwi, dzięki czemu z łatwością przedostaje się przez błonę filtracyjną nefronu, do moczu, jest rozpuszczalna w wodzie. Wydzielana przez wątrobę do żółci bilirubina przedostaje się do światła jelita, gdzie na skutek działania bakterii ulega utlenieniu do sterkobilinogenu. Sterkobilinogen wchłaniany jest częściowo w dalszej części przewodu pokarmowego z powrotem do krwi, skąd wychwytują go na nowo hepatocyty (tzw. krążenie jelitowo-wątrobowe bilirubiny). Kiedy wątroba nie jest w stanie przetworzyć całego dostarczanego sterkobilinogenu, na skutek uszkodzenia hepatocytów lub zbyt dużego napływu substratu, jego część przedostaje się do moczu (i jest nazywany urobilinogenem).

## Różnicowanie żółtaczek
|                                     | Żółtaczka przedwątrobowa (hemolityczna) | Żółtaczka wątrobowa (miąższowa) | Żółtaczka pozawątrobowa (zastoinowa, mechaniczna) |
| ----------------------------------- | --------------------------------------- | ------------------------------- | ------------------------------------------------- |
| Bilirubina pośrednia                | podwyższona                             | w normie (rzadziej podwyższona) | w normie                                          |
| Bilirubina bezpośrednia             | w normie                                | podwyższona                     | podwyższona                                       |
| Bilirubina bezpośrednia w moczu     | w normie                                | podwyższona (ciemny mocz)       | podwyższona (ciemny mocz)                         |
| Urobilinogen w moczu                | podwyższony                             | podwyższony                     | zmniejszony lub brak                              |
| Barwa stolca                        | ciemna                                  | jasna lub ciemna                | jasna                                             |
| Sterkobilinogen w kale              | podwyższony                             | obniżony                        | znacznie obniżony                                 |
| Wynik prób wątrobowych AspAT i AlAT | ujemny                                  | "silnie" dodatni                | dodatni                                           |
| Fosfataza alkaliczna, GGTP          | w normie                                | podwyższone                     | znacznie podwyższone                              |
| LDH                                 | < 1,3                                   | > 1,64                          | –                                                 |
| Haptoglobina                        | obniżona                                | w normie                        | w normie                                          |
| Świąd skóry                         | nie                                     | możliwy                         | tak                                               |

### Żółtaczka hemolityczna
- diagnostyka:
  - wzrost stężenia bilirubiny pośredniej, wolnej we krwi
  - wzrost stężenia urobilinogenu w moczu
  - próby wątrobowe ALT i AST w normie
  - dehydrogenaza mleczanowa wzrost
- klinicznie:
  - ciemny mocz[potrzebny przypis]
  - ciemny kał
  - często powiększona śledziona (splenomegalia)

### Żółtaczka miąższowa
- diagnostyka:
  - próby wątrobowe wykazują podwyższoną aktywność AlAT i AspAT
  - wzrost stężenia urobilinogenu w moczu
- klinicznie:
  - niekiedy poprzedzona występowaniem objawów grypopodobnych
  - ciemny mocz
  - jasny lub ciemny kał[potrzebny przypis]
  - bóle mięśni

### Żółtaczka mechaniczna
- diagnostyka:
  - podwyższony poziom fosfatazy alkalicznej w surowicy
  - początkowo próby wątrobowe – AlAT i AspAT nie wykazują zmian
  - podwyższone stężenie bilirubiny bezpośredniej we krwi
- klinicznie:
  - ciemne zabarwienie moczu[potrzebny przypis]
  - odbarwienie kału – żółć nie przedostaje się do światła jelita
  - kiedy powstała jako powikłanie kamicy żółciowej – poprzedza ją napad kolki, stężenie bilirubiny w surowicy nie przekracza zwykle 10 mg%, żółtaczka zwykle samoistnie ustępuje po kilku dniach
  - spowodowana guzem nowotworowym zamykającym drogi żółciowe – narasta powoli i stale, stężenie bilirubiny w surowicy często znacznie podwyższone, co powoduje świąd skóry (widoczne liczne przeczosy), bezbólowa, objaw Courvoisiera

### Żółtaczka jąder podkorowych (kernicterus)
Objawy uszkodzenia komórek układu pozapiramidowego w przebiegu ciężkiej żółtaczki noworodków (zwykle będącej następstwem konfliktu serologicznego) spowodowanego niedojrzałością bariery krew-mózg w obrębie naczyń krwionośnych jąder podkorowych mózgowia.

### Fizjologiczna żółtaczka noworodków
Przejściowy stan hiperbilirubinemii niesprzężonej pojawiający się w pierwszym tygodniu życia, który zanika ok. 10. dnia życia. Jest wynikiem nadmiernej hemolizy (w wyniku rozpadu krwinek zawierających hemoglobinę płodową) i niedojrzałości wątroby do wychwytu, sprzęgania i wydzielania bilirubiny. Przedłużająca się żółtaczka w okresie noworodkowym jest nazywana "ciężką żółtaczką noworodków" (łac. icterus neonatorum gravis) i sugeruje podłoże patologiczne wystąpienia tego objawu.

## Badania diagnostyczne
W celu ustalenia rozpoznania wykonuje się różnorodne badania laboratoryjne oraz obrazowe. Kanonem diagnostyki jest wykonanie USG oraz oznaczenie aktywności AlAT i AspAT oraz stężenia bilirubiny całkowitej oraz jej frakcji (sprzężonej i wolnej), albumin, czasu protrombinowego, stężenia żelaza w surowicy.

### Wskaźniki uszkodzenia hepatocytów
- aktywność AlAT
- aktywność AspAT
- stężenie żelaza w surowicy
- aktywność γ-GT (gamma-glutamylotransferazy)

### Wskaźniki cholestazy
- fosfataza alkaliczna (fosftaza zasadowa, FZ)
- bilirubina całkowita w surowicy
- stężenie miedzi w surowicy
- stężenie cholesterolu całkowitego w surowicy
- stężenie kwasów żółciowych w surowicy
- aktywność γ-GT

### Wskaźniki prawidłowej funkcji syntetycznej i odtruwającej
- czas protrombinowy
- stężenie albumin we krwi
- test BSP
- test z zielenią indocyjanową
- stężenie amoniaku w surowicy
- stężenie kwasów żółciowych w surowicy
- próba tymolowa

## Klasyfikacja ICD10
| kod ICD10     | nazwa choroby                                                                                          |
| ------------- | --- |
| ICD-10: P57   | Żółtaczka jąder podkorowych                                                                            |
| ICD-10: P57.0 | Żółtaczka jąder podkorowych spowodowana izoimmunizacją                                                 |
| ICD-10: P57.8 | Inna określona żółtaczka jąder podkorowych                                                             |
| ICD-10: P57.9 | Żółtaczka jąder podkorowych o nieokreślonej przyczynie                                                 |
| ICD-10: P58   | Żółtaczka noworodków spowodowana inną nadmierną hemolizą                                               |
| ICD-10: P58.0 | Żółtaczka noworodków spowodowana wylewami podskórnymi krwi                                             |
| ICD-10: P58.1 | Żółtaczka noworodków spowodowana krwawieniem                                                           |
| ICD-10: P58.2 | Żółtaczka noworodków spowodowana zakażeniem                                                            |
| ICD-10: P58.3 | Żółtaczka noworodków spowodowana zagęszczeniem krwi                                                    |
| ICD-10: P58.4 | Żółtaczka noworodków spowodowana przez leki lub toksyny przekazywane od matki lub podawane noworodkowi |
| ICD-10: P58.5 | Żółtaczka noworodków spowodowana połknięciem krwi matki                                                |
| ICD-10: P58.8 | Żółtaczka noworodków spowodowana inną określoną nadmierną hemolizą                                     |
| ICD-10: P58.9 | Żółtaczka noworodków spowodowana nadmierną hemolizą, nie określoną                                     |
| ICD-10: P59   | Żółtaczka noworodków spowodowana innymi i nieokreślonymi przyczynami                                   |
| ICD-10: P59.0 | Żółtaczka noworodków związana z porodem przedwczesnym                                                  |
| ICD-10: P59.1 | Zespół zagęszczonej żółci                                                                              |
| ICD-10: P59.2 | Żółtaczka noworodków spowodowana innym i nie określonym uszkodzeniem komórek wątroby                   |
| ICD-10: P59.3 | Żółtaczka noworodków spowodowana inhibitorem w mleku matki                                             |
| ICD-10: P59.8 | Żółtaczka noworodków spowodowana innymi określonymi przyczynami                                        |
| ICD-10: P59.9 | Żółtaczka noworodków, nie określona                                                                    |
| ICD-10: R17   | Żółtaczka, nie określona                                                                               |